# American Music Awards
O Prêmio da Música Americana (do inglês: American Music Awards - AMA) é uma premiação anual da música estadunidense, criado por Dick Clark em 1974. 
O AMA é uma premiação reconhecida mundialmente, ao lado das premiações Grammy e Billboard Music Awards. O evento foi realizado todos os anos de 1974 à 2022. Regressará em 2025, já na CBS.

## História
Em 1972, com a mudança do Grammy Awards da emissora ABC para a emissora CBS, a ABC sentiu necessidade de criar um novo prêmio para competir com o Grammy. As estrelas mirins Michael Jackson e Donny Osmond co-apresentaram a primeira cerimônia de entrega do AMA.
Desde a criação do Billboard Music Awards em 1989, tem ocorrido situações em que alguns artistas (como por exemplo: Dixie Chicks e a Céline Dion) venceram todos os "três maiores" prêmios musicais. Mas a necessidade de um sistema de prêmios musicais unificado apenas complicou as disputas.
Desde sua criação em 1973 até 2002, os AMA foram realizados no mês de janeiro, mas a partir do ano seguinte (2003) foram movidos para o início de novembro, para que não houvesse disputas com os outros shows de premiações (como por exemplo: Golden Globe Awards e o Academy Awards). A edição de 2025, que marcará o regresso da premiação após dois anos de hiato, será realizada em maio.

## Cerimônias
| Ano         | Data            | Apresentador(es)                                                      | Local                                                    | Emissora |
| ----------- | --------------- | --------------------------------------------------------------------- | -------------------------------------------------------- | -------- |
| 1974        | 19 de fevereiro | Roger Miller, Helen Reddy, Smokey Robinson                            | Earl Carroll Theatre (Nova Iorque)                       | ABC      |
| 1975        | 18 de fevereiro | Roy Clark, Helen Reddy, Sly Stone                                     | Santa Monica Civic Auditorium (Santa Mônica, Califórnia) | ABC      |
| 1976        | 31 de janeiro   | Glen Campbell, Aretha Franklin, Olivia Newton-John                    | Santa Monica Civic Auditorium (Santa Mônica, Califórnia) | ABC      |
| 1977        | 31 de janeiro   | Glen Campbell, Helen Reddy, Lou Rawls                                 | Santa Monica Civic Auditorium (Santa Mônica, Califórnia) | ABC      |
| 1978        | 16 de janeiro   | Glen Campbell, Natalie Cole, David Soul                               | Santa Monica Civic Auditorium (Santa Mônica, Califórnia) | ABC      |
| 1979        | 12 de janeiro   | Glen Campbell, Helen Reddy, Donna Summer                              | Santa Monica Civic Auditorium (Santa Mônica, Califórnia) | ABC      |
| 1980        | 18 de janeiro   | Elton John, Toni Tennille, Natalie Cole                               | ABC Studios (Los Angeles, Califórnia)                    | ABC      |
| 1981        | 30 de janeiro   | Mac Davis, Crystal Gayle, Teddy Pendergrass                           | ABC Studios (Los Angeles, Califórnia)                    | ABC      |
| 1982        | 25 de janeiro   | Glen Campbell, Sheena Easton, Donna Summer                            | Shrine Auditorium (Los Angeles, Califórnia)              | ABC      |
| 1983        | 17 de janeiro   | Mac Davis, Aretha Franklin, Melissa Manchester                        | Shrine Auditorium (Los Angeles, Califórnia)              | ABC      |
| 1984        | 16 de janeiro   | Lionel Richie                                                         | Shrine Auditorium (Los Angeles, Califórnia)              | ABC      |
| 1985        | 28 de janeiro   | Lionel Richie                                                         | Shrine Auditorium (Los Angeles, Califórnia)              | ABC      |
| 1986        | 27 de janeiro   | Diana Ross                                                            | Shrine Auditorium (Los Angeles, Califórnia)              | ABC      |
| 1987        | 26 de janeiro   | Diana Ross                                                            | Shrine Auditorium (Los Angeles, Califórnia)              | ABC      |
| 1988        | 25 de janeiro   | Barry Gibb, Maurice Gibb, Mick Fleetwood, Robin Gibb, Whitney Houston | Shrine Auditorium (Los Angeles, Califórnia)              | ABC      |
| 1989        | 30 de janeiro   | Anita Baker, Debbie Gibson, Kenny Rogers, Rod Stewart                 | Shrine Auditorium (Los Angeles, Califórnia)              | ABC      |
| 1990        | 22 de janeiro   | Alice Cooper, Anita Baker, Gloria Estefan, Naomi Judd, Wynonna Judd   | Shrine Auditorium (Los Angeles, Califórnia)              | ABC      |
| 1991        | 28 de janeiro   | Keenen Ivory Wayans                                                   | Shrine Auditorium (Los Angeles, Califórnia)              | ABC      |
| 1992        | 27 de janeiro   | MC Hammer, Reba McEntire                                              | Shrine Auditorium (Los Angeles, Califórnia)              | ABC      |
| 1993        | 25 de janeiro   | Bobby Brown, Gloria Estefan, Wynonna Judd                             | Shrine Auditorium (Los Angeles, Califórnia)              | ABC      |
| 1994        | 7 de fevereiro  | Meat Loaf, Reba McEntire, Will Smith                                  | Shrine Auditorium (Los Angeles, Califórnia)              | ABC      |
| 1995        | 30 de janeiro   | Queen Latifah, Tom Jones, Lorrie Morgan                               | Shrine Auditorium (Los Angeles, Califórnia)              | ABC      |
| 1996        | 29 de janeiro   | Sinbad                                                                | Shrine Auditorium (Los Angeles, Califórnia)              | ABC      |
| 1997        | 27 de janeiro   | Sinbad                                                                | Shrine Auditorium (Los Angeles, Califórnia)              | ABC      |
| 1998        | 26 de janeiro   | Drew Carey                                                            | Shrine Auditorium (Los Angeles, Califórnia)              | ABC      |
| 1999        | 11 de janeiro   | Brandy, Melissa Joan Hart                                             | Shrine Auditorium (Los Angeles, Califórnia)              | ABC      |
| 2000        | 17 de janeiro   | Norm Macdonald                                                        | Shrine Auditorium (Los Angeles, Califórnia)              | ABC      |
| 2001        | 8 de janeiro    | Britney Spears, LL Cool J                                             | Shrine Auditorium (Los Angeles, Califórnia)              | ABC      |
| 2002        | 9 de janeiro    | Jenny McCarthy, Sean Combs                                            | Shrine Auditorium (Los Angeles, Califórnia)              | ABC      |
| 2003 (jan.) | 13 de janeiro   | Jack Osbourne, Kelly Osbourne, Ozzy Osbourne, Sharon Osbourne         | Shrine Auditorium (Los Angeles, Califórnia)              | ABC      |
| 2003 (nov.) | 16 de novembro  | Jimmy Kimmel                                                          | Shrine Auditorium (Los Angeles, Califórnia)              | ABC      |
| 2004        | 14 de novembro  | Jimmy Kimmel                                                          | Shrine Auditorium (Los Angeles, Califórnia)              | ABC      |
| 2005        | 22 de novembro  | Cedric the Entertainer                                                | Shrine Auditorium (Los Angeles, Califórnia)              | ABC      |
| 2006        | 21 de novembro  | Jimmy Kimmel                                                          | Shrine Auditorium (Los Angeles, Califórnia)              | ABC      |
| 2007        | 18 de novembro  | Jimmy Kimmel                                                          | Peacock Theater (Los Angeles, Califórnia)                | ABC      |
| 2008        | 28 de novembro  | Jimmy Kimmel                                                          | Peacock Theater (Los Angeles, Califórnia)                | ABC      |
| 2009        | 22 de novembro  | Não houve apresentadores                                              | Peacock Theater (Los Angeles, Califórnia)                | ABC      |
| 2010        | 21 de novembro  | Não houve apresentadores                                              | Peacock Theater (Los Angeles, Califórnia)                | ABC      |
| 2011        | 20 de novembro  | Não houve apresentadores                                              | Peacock Theater (Los Angeles, Califórnia)                | ABC      |
| 2012        | 18 de novembro  | Não houve apresentadores                                              | Peacock Theater (Los Angeles, Califórnia)                | ABC      |
| 2013        | 24 de novembro  | Pitbull                                                               | Peacock Theater (Los Angeles, Califórnia)                | ABC      |
| 2014        | 23 de novembro  | Pitbull                                                               | Peacock Theater (Los Angeles, Califórnia)                | ABC      |
| 2015        | 22 de novembro  | Jennifer Lopez                                                        | Peacock Theater (Los Angeles, Califórnia)                | ABC      |
| 2016        | 20 de novembro  | Gigi Hadid, Jay Pharoah                                               | Peacock Theater (Los Angeles, Califórnia)                | ABC      |
| 2017        | 19 de novembro  | Tracee Ellis Ross                                                     | Peacock Theater (Los Angeles, Califórnia)                | ABC      |
| 2018        | 9 de outubro    | Tracee Ellis Ross                                                     | Peacock Theater (Los Angeles, Califórnia)                | ABC      |
| 2019        | 24 de novembro  | Ciara                                                                 | Peacock Theater (Los Angeles, Califórnia)                | ABC      |
| 2020        | 22 de novembro  | Taraji P. Henson                                                      | Peacock Theater (Los Angeles, Califórnia)                | ABC      |
| 2021        | 21 de novembro  | Cardi B                                                               | Peacock Theater (Los Angeles, Califórnia)                | ABC      |
| 2022        | 20 de novembro  | Wayne Brady                                                           | Peacock Theater (Los Angeles, Califórnia)                | ABC      |
| 2025        | maio de 2025    | —                                                                     | —                                                        | CBS      |

## Recordistas

### Mais premiados do AMA
O título de artista mais premiado no AMA pertence a Taylor Swift, que acumulou 40 prêmios, incluindo um de Artista da Década (neste caso, da década de 2010). Entres os artistas masculinos, o recorde de mais AMA ganhos pertence a Michael Jackson, que ganhou 26 prêmios. Entre os grupos, o Alabama é o maior vencedor, tendo conquistado 18 galardões.
- Taylor Swift 40
- Michael Jackson 26
- Whitney Houston 22
- Kenny Rogers 19
- Mariah Carey 21
- Alabama 19
- Justin Bieber 19
- Carrie Underwood 17
- Garth Brooks 17
- Reba McEntire 14
- Rihanna 13
- BTS 12
- Lionel Richie 12
- Willie Nelson 12
- Beyoncé 11
- Bruno Mars 11
- Janet Jackson 11
- Stevie Wonder 11
- Randy Travis 10
- Tim McGraw 10

### Mais premiado em uma edição
O recorde de maior número de AMA ganhos em um único ano é de Michael Jackson no ano de 1984, seguido por Whitney Houston no ano de 1994, cada um com 8 prêmios a seu crédito. Incluindo a categoria especial Prêmio de Mérito (Award of Merit), com o qual os dois artistas foram homenageados nos respectivos anos.
- Michael Jackson - 8 (1984)
- Whitney Houston - 8 (1994)

### Maiores vitórias por categoria

#### Artista do Ano
Recordista com sete prêmios: Taylor Swift

#### Canção do Ano
Recordista com cinco prêmios: Kenny Rogers
Artista feminina de Country favorita
Recordista com onze prêmios: Reba McEntire
Artista masculino de Country Favorito
Recordista com oito prêmios: Garth Brooks
Duo/grupo de Country Favorito
Recordista com treze prêmios: Alabama

#### Álbum favorito de Country
Recordista com seis prêmios: Carrie Underwood

#### Álbum favorito de Pop/Rock
Recordista com quatro prêmios: Taylor Swift

#### Álbum favorito de Soul/R&B
Recordista com quatro prêmios: Michael Jackson

#### Artista feminina de Pop/Rock Favorita
Recordista com seis prêmios: Taylor Swift

#### Artista masculino de Pop/Rock Favorito
Recordistas com quatro prêmios: Justin Bieber
Duo/grupo de Pop/Rock Favorito
Recordista com quatro prêmios: BTS

#### Artista feminina de Soul/R&B Favorita
Recordista com sete prêmios: Beyoncé e Rihanna

#### Artista masculino de Soul/R&B Favorito
Recordista com sete prêmios: Luther Vandross
Canção favorita de Rap/Hip-Hop
Recordista com três prêmios: Cardi B
Artista favorito de Rap/Hip-Hop
Recordista com cinco prêmios: Nicki Minaj
Artista favorito de Rock Alternativo
Recordista com seis prêmios: Linkin Park
Artista favorito de Adult Contemporary
Recordista com quatro prêmios: Celine Dion
Artista favorito de Música Latina
Recordista com sete prêmios: Enrique Iglesias
Artista favorito de Música Inspiracional (Música Cristã) Contemporânea
Recordista com quatro prêmios: Casting Crows
Artista favorito de EDM
Recordista com três prêmios: Marshmello
Colaboração do ano
Recordista com três prêmios:  Justin Bieber
Videoclipe Favorito
Recordista com três prêmios: Taylor Swift

## Prêmios especiais

### Artista da década
Em 2000, a premiação realizou uma enquete especial para eleger o Artista da Década para cada década anterior da era Rock & Roll. Os resultados foram os seguintes:
- Anos 1950: Elvis Presley
- Anos 1960: The Beatles
- Anos 1970: Stevie Wonder
- Anos 1980: Michael Jackson
- Anos 1990: Garth Brooks
- Anos 2000: Jennifer Lopez
- Anos 2010: Taylor Swift

No resultado desta enquete não é somado o total de AMA que esses artistas venceram.

### Icon Award
Em 2014, a premiação faz o Prêmio ao Ícone, que foi dado a Jennifer Lopez. O produtor da premiação, Larry Klein, declarou:
| “ | O primeiro Icon Award foi criado para homenagear um artista cujo corpo de trabalho fez uma influência profunda sobre a música pop em um nível global. | ” |

Klein acrescentou:
| “ | O som icônico e inovador de Jennifer Lopez permitiu que ela se tornasse uma das artistas mais influentes de todos os tempos. | ” |

### Award of Excellence
O Prêmio de Artista Excelente foi dado a apenas sete artistas:
- Michael Jackson
- Rod Stewart
- Led Zeppelin
- Bee Gees
- Aerosmith
- Beyoncé
- Whitney Houston

### Dick Clark Award of Excellence
O "Dick Clark Award of Excellence" foi dado apenas à cantora e compositora Taylor Swift, no ano de 2014.

## AMAs por ano

### Década de 2020
- American Music Awards 2022
- American Music Awards 2021
- American Music Awards 2020

### Década de 2010
- American Music Awards 2019
- American Music Awards 2018
- American Music Awards 2017
- American Music Awards 2016
- American Music Awards 2015
- American Music Awards 2014
- American Music Awards 2013
- American Music Awards 2012
- American Music Awards 2011
- American Music Awards 2010

### Década de 2000
- American Music Awards 2009
- American Music Awards 2008
- American Music Awards 2007
- American Music Awards 2006
- American Music Awards 2005
- American Music Awards 2004
- American Music Awards 2003 (novembro)
- American Music Awards 2003 (janeiro)
- American Music Awards 2002
- American Music Awards 2001
- American Music Awards 2000

### Década de 1990
- American Music Awards 1999
- American Music Awards 1998
- American Music Awards 1997
- American Music Awards 1996
- American Music Awards 1995
- American Music Awards 1994
- American Music Awards 1993
- American Music Awards 1992
- American Music Awards 1991
- American Music Awards 1990

### Década de 1980
- American Music Awards 1989
- American Music Awards 1988
- American Music Awards 1987
- American Music Awards 1986
- American Music Awards 1985
- American Music Awards 1984
- American Music Awards 1983
- American Music Awards 1982
- American Music Awards 1981
- American Music Awards 1980

### Década de 1970
- American Music Awards 1979
- American Music Awards 1978
- American Music Awards 1977
- American Music Awards 1976
- American Music Awards 1975
- American Music Awards 1974